# イオン盛岡渋民ショッピングセンター
イオン盛岡渋民ショッピングセンター（イオンもりおかしぶたみショッピングセンター）は、岩手県盛岡市渋民にあるイオングループのショッピングセンター。
核店舗はイオン東北株式会社が運営するイオンスーパーセンター盛岡渋民店。

## 概要
2008年（平成20年）4月25日、核店舗としてイオンスーパーセンター株式会社の「イオンスーパーセンター盛岡渋民店」が出店する形で開業した。
2025年（令和7年）3月1日、イオン東北株式会社によるイオンスーパーセンター株式会社の吸収合併に伴い、イオンSuCの運営がイオン東北株式会社に移管された。
移管後の同年4月24日にはリニューアルオープンを実施し、子育て世代のニーズに応える商品やサービスを充実が図られた。リニューアルオープンに際しては、店舗北側の駐車場に約3,800m2の公園「たみおんファミリーパーク」を整備、園内にはヘリオス酒造が運営するクラフトビールの醸造所とバーベキュー場が新設された。また、フードコートは座席数を拡大し「Tami Tami アイランド」としてリニューアル。家族連れに配慮した小上がりの座席や、子どものあそび場などが設けられた。さらに、「たみおんキッズアイランド」では岩手県の自然や文化をテーマにした遊具が設置されており、いずれも県産木材を使用した木育の観点から整備されている。
無料の足湯である「啄木鳥の足湯」は開業当初からあり、店舗リニューアルに際して施設前面をサッシに張り替えるなどしている。

## フロアとテナント

### フロア概要
核店舗のイオンスーパーセンター盛岡渋民店との25の専門店で構成される。

### 主なテナント
フード
- 不二家（洋菓子）
- ばくだん焼き本舗（ファストフード）
- mom mom（軽食、デザート）
- BREWING LAB.（ブルワリー）

ファッション・グッズ
- ハニーズ（レディス）
- ダイソー（100円ショップ）

サービス・エンターテイメント
- VERNO（理容室）
- チャンスセンター（宝くじ）
- モーリーファンタジー（室内遊園地）
- サンデー（ホームセンター）

※テナント情報は2025年4月時点
出店テナント全店の一覧詳細情報や営業時間およびATMを設置している金融機関の詳細は公式サイトを参照。

## アクセス
バス
- 岩手県北バス「B11・B12（沼宮内営業所行き）」と「B41（好摩駅行き）」が当ショッピングセンターバス乗り場へ乗り入れている。

自動車
- 東北自動車道 - 滝沢ICより約10分。

鉄道
- IGRいわて銀河鉄道 - 渋民駅及び好摩駅から徒歩で約40分。

## 周辺環境
- 国道4号渋民バイパス
- 岩手県道301号渋民田頭線
- 道の駅もりおか渋民
- 盛岡市役所玉山総合事務所
- 盛岡市渋民図書館&盛岡市玉山文化会館「姫神ホール」
- 盛岡市渋民総合運動公園
- 盛岡東警察署渋民駐在所
- 盛岡中央消防署玉山出張所
- 渋民中央病院
- 石川啄木記念館
- 啄木公園
- IGRいわて銀河鉄道線
  - 渋民駅
  - 好摩駅（JR花輪線分岐駅。IGR設備管理所併設）